# TPS-880K
TPS-880K는 LIG넥스원에서 개발·제조하고 대한민국 육군, 해병대에서 운용하는 방공 레이더이다. 국지방공레이더로도 불리며 기존 TPS-830K 저고도 레이더를 대체하기 위해 개발되었다.

## 개발
2010년 4월 13일, 방위사업청은 제55회 정책기획분과위원회 회의를 개최해 북한의 공중공격 위협을 탐지하는 차기 국지방공레이더를 국내에서 연구 개발키로 했다고 밝혔다.
2011년 LIG넥스원이 체계개발 연구기관으로 선정되면서 사업에 속도가 붙기 시작했다. 2017년 운용시험평가를 통해 레이더 성능을 검증해 전투용 적합 판정을 받고 같은 해 6월 양산을 위한 국방규격까지 제정하면서 체계개발은 성공적으로 완료됐다.
2018년 12월 20일, LIG넥스원은 방위사업청과 '국지방공 레이더 초도 양산계약'을 체결했다고 20일 밝혔다. 계약 금액은 591억원으로 2021년까지 양산이 진행될 예정이다.

## 기능
TPS-880K는 고고도 및 저고도 감시를 수행, 북한의 소형 무인기를 탐지하고 X-밴드 AESA 레이더 사용으로 탐지범위와 탐지거리가 향상되었다. 다중 빔 방식으로 거리리와 방위각, 고각까지 3차원적 탐지가 가능하며 화생방과 대전자전 방호능력도 갖추었다.
레이더 탑재차량에 별도의 전원공급장치를 연결할 필요없이 일체형으로 탑재해 신속한 전개와 철수가 가능하고 전방에 전개한 국지방공레이더는 전방위 탐색 중 적 항공기와 미사일, 무인기 등의 표적이 탐지되면 방공지휘통제경보체계를 통해 즉시 표적 위치를 아군의 타격 전력에 실시간 전파해 적 격멸을 돕는다. 또한 부품의 국산화율은 98.4%, 소프트웨어 국산화율은 100%에 달하며 순수 국내 기술에 최신 반도체 기술을 적용한 다수의 반도체 송수신 모듈을 사용해 일부 고장이 발생하더라도 운용이 가능하다.